# Campeonato de Primera Fuerza 1931/32
In 1931/32 werd het negende seizoen gespeeld van het Campeonato de Primera Fuerza, de hoogste amateurklasse van Mexico. Atlante werd kampioen.

## Eindstand
| Plaats | Club        | Wed. | W  | G | V  | Saldo | Ptn. |
| ------ | ----------- | ---- | -- | - | -- | ----- | ---- |
| 1.     | Atlante     | 14   | 11 | 1 | 2  | 53:23 | 23   |
| 2.     | Necaxa      | 14   | 11 | 1 | 2  | 61:26 | 23   |
| 3.     | Asturias    | 14   | 9  | 2 | 3  | 40:34 | 20   |
| 4.     | América     | 14   | 5  | 2 | 7  | 39:42 | 12   |
| 5.     | Germania FV | 14   | 4  | 4 | 6  | 36:45 | 12   |
| 6.     | Sporting    | 14   | 4  | 2 | 8  | 29:34 | 10   |
| 7.     | Marte       | 14   | 2  | 3 | 9  | 30:57 | 7    |
| 8.     | Leones      | 14   | 2  | 1 | 11 | 25:52 | 5    |

|  | Play-off titel |

## Play-off
|                              |         |       |        |                            |
| 21 augustus Eerste wedstrijd | Atlante | 3 – 2 | Necaxa | Parque Necaxa, Mexico-Stad |
| 21 augustus Eerste wedstrijd |         |       |        | Parque Necaxa, Mexico-Stad |

|                              |         |       |        |                            |
| 21 augustus Tweede wedstrijd | Atlante | 1 – 1 | Necaxa | Parque Necaxa, Mexico-Stad |
| 21 augustus Tweede wedstrijd |         |       |        | Parque Necaxa, Mexico-Stad |

|                             |         |       |        |                            |
| 4 september Derde wedstrijd | Atlante | 1 – 0 | Necaxa | Parque Necaxa, Mexico-Stad |
| 4 september Derde wedstrijd |         |       |        | Parque Necaxa, Mexico-Stad |

### Kampioen
| Campeonato de Primera Fuerza 1931/32 |
| Mexico                               |
| ------------------------------------ |
| ATLANTE Kampioen (1° titel)          |

## Topschutters
| Speler          | Speler       | Goals | Club    |
| --------------- | ------------ | ----- | ------- |
| Vlag van Mexico | Juan Carreño | 20    | Atlante |
| Vlag van Peru   | Julio Lores  | 20    | Necaxa  |